# Bois-de-Haye
Bois-de-Haye is een fusiegemeente (commune nouvelle) in het Franse departement Meurthe-et-Moselle in de regio Grand Est. De plaats maakt deel uit van het arrondissement Toul. Bois-de-Haye is op 1 januari 2019 ontstaan door de fusie van de gemeenten Sexey-les-Bois en Velaine-en-Haye. De gemeente telde 2.333 inwoners op 1 januari 2022.

## Geografie
De oppervlakte van Bois-de-Haye bedroeg op 1 januari 2022 24,68 vierkante kilometer; de bevolkingsdichtheid was toen 94,5 inwoners per km².
De onderstaande kaart toont de ligging van Bois-de-Haye met de belangrijkste infrastructuur en aangrenzende gemeenten:

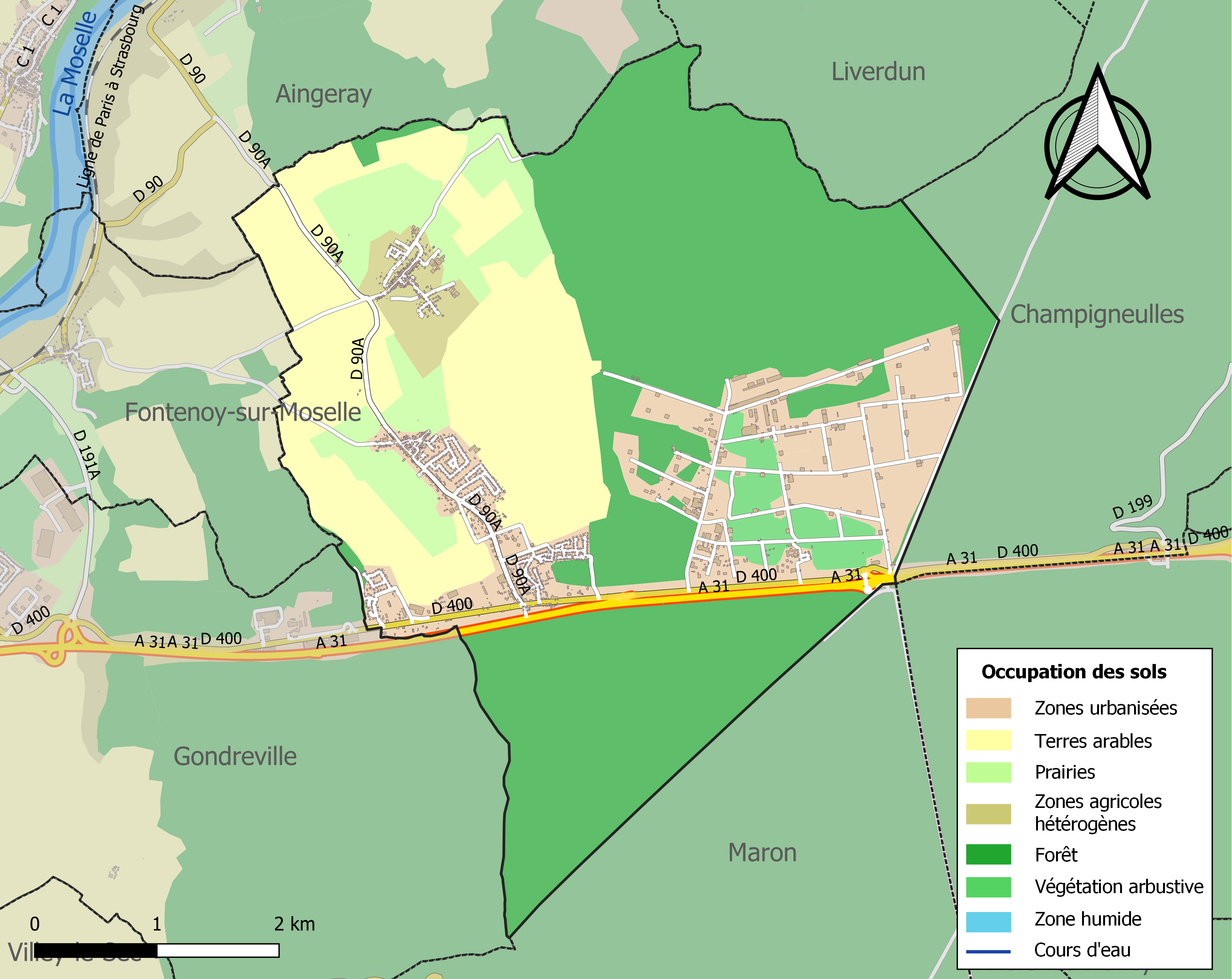

## Demografie
Onderstaande figuur toont het verloop van het inwonertal (bron: INSEE-tellingen).